# 国闻周报
《国闻周报》是1924年至1937年间由国闻通讯社主办的一家刊物，是一份以时政为主，兼及学术与文艺的综合性杂志。《国闻周报》当时的平均发行量在一万五千份到两万份之间，对当时国内外重大时事多有详尽的记载和评述，对研究二十世纪二、三十年代的中国社会、政治、经济和人文科学有极重要参考价值。

## 简史
继国闻通讯社1921年在上海成立之后，至1924年规模已经扩大。总编辑胡政之感到国闻社不能只是向各家日报供应新闻稿，而不发表本社言论，因而创办《国闻周报》。
创刊月余后，原为国闻社出资方之一的皖系军阀卢永祥在江浙战争中战败，遂令一社一刊的经费面临断绝。此时天津盐业银行总经理吴鼎昌南来，欲在上海开设四行储蓄会，需要一个发表言论的地方，而吴鼎昌与胡政之本是留日同学，双方一拍即合，由吴每月以广告费名义供给《国闻周报》400元，再加上其他经费来源，使刊物得以支撑发行。
《国闻周报》1924年8月在上海创刊。1927年发行第4卷时迁往天津，遂与国闻通讯社一道并入《大公报》业务（张季鸾：《国闻周报》和《大公报》是“姊妹事业”）；至1936年第13卷发行时迁回上海。1937年12月27日停刊。主持编务和参与编辑者除胡政之外还有马季廉、艾大炎、王芸生、徐铸成等人。

## 文章
作为新闻通讯和时事杂志，国闻周报对当时发生的重大事件及时发表评述，并且发表过许多著名文章。
自二十世纪20年代以后，中国知识界就“中国向何处去”展开过几次论争。例如，作为其中一派言论的代表，《国闻周报》的主笔马季廉就曾写过：“现在的资本主义早已踏上没落的阶段”，“为立国久远计，我们不应拾资本主义的唾余”。如另一派的代表人物胡适回忆，“当时，一班知识分子总以为社会主义这个潮流当然是将来的一个趋势。”
1930年代，对于国民党在1929年三届二中全会决议中所定之“训政时期”六年、即1935年始可开行宪政的问题，社会各界在1932年展开热烈讨论，争论是否应继续维持党治、或应按时转入宪政。当时反对即行宪政的一派以梁漱溟为代表，其主张应先从乡村教育及建设入手，而在条件尚不具备的情况下侈谈宪政，病在不实。这一派中有陈之迈，也有《国闻周报》主笔马季廉。以胡适、张佛泉和萧公权为代表的一派力倡如期施行宪政，认为在训政时期由少数人把持政权，人民根本无由得到现代宪政的训练，而只有宪政本身才是宪政最好的训练。张佛泉更认为宪政本身不应预设完美与理想的状况，即令一时间有所不完美，我们也应该先忍受一段黑暗的政治生活，才能让宪政真正落实。两派的意见都曾充分地发表于当时的《国闻周报》。
“九一八”事变后，民情激愤，民意高涨，对国民政府起初的“不抵抗政策”普遍表示反对，其时舆论也常常见于《国闻周报》。例如，历史学者杨奎松的研究发现，当时“一向态度温和的马季廉竟公开主张：‘现在我们人民要自动组织一个能够肩荷政治责任的团体，要自动设置一个代表民意的机关。到了相当时期，如果政府再不能尽他的职责，我们便只好自动组织有力的政府。’”
1935年6月，瞿秋白殉难后，其绝笔《多余的话》也是初发表于《国闻周报》的。
范长江报导红军长征到达陕北后之西北局势的多篇通讯，除了由《大公报》予以报导外，亦由《国闻周报》全文刊发。

## 资料
1. ↑  见蓝鸿文《看〈国闻周报〉编辑怎样评论范长江的作品》一文。
2. ↑  参阅李伟著《报人风骨》，广西师范大学出版社，2008年，ISBN: 7563375406。
3. ↑  杨奎松著《七七事变前部分中间派知识分子抗日救亡主张的异同与变化》一文，引自署名季廉的文章《挽救国难的一个私案》，载《国闻周报》第9卷第32期，1932年9月1日。